# Edgard Stockman
Edgard Stockman (Boekhoute, 30 mei 1920 – Eeklo, 20 oktober 2005) was een Belgische politicus. Hij was burgemeester van Boekhoute en van Assenede.

## Biografie
Hij was burgemeester van Boekhoute van 1970 tot 1976. Bij de gemeentelijke fusies van 1977 werd Boekhoute een deelgemeente van Assenede, en zo was Stockman de laatste burgemeester van Boekhoute. Na de verkiezingen werd hij vanaf 1977 de eerste burgemeester van fusiegemeente Assenede. Na de verkiezingen van 1982 werd hij opgevolgd door Daniël Nuytinck.
Stockman was begaan met het vissersverleden van zijn dorp Boekhoute en onder zijn impuls werd daar eind 1972 een vissersboot op het dorpsplein geplaatst, de "BOU 8", en werd een visserijmuseum ingericht.